# Rara (Musik)

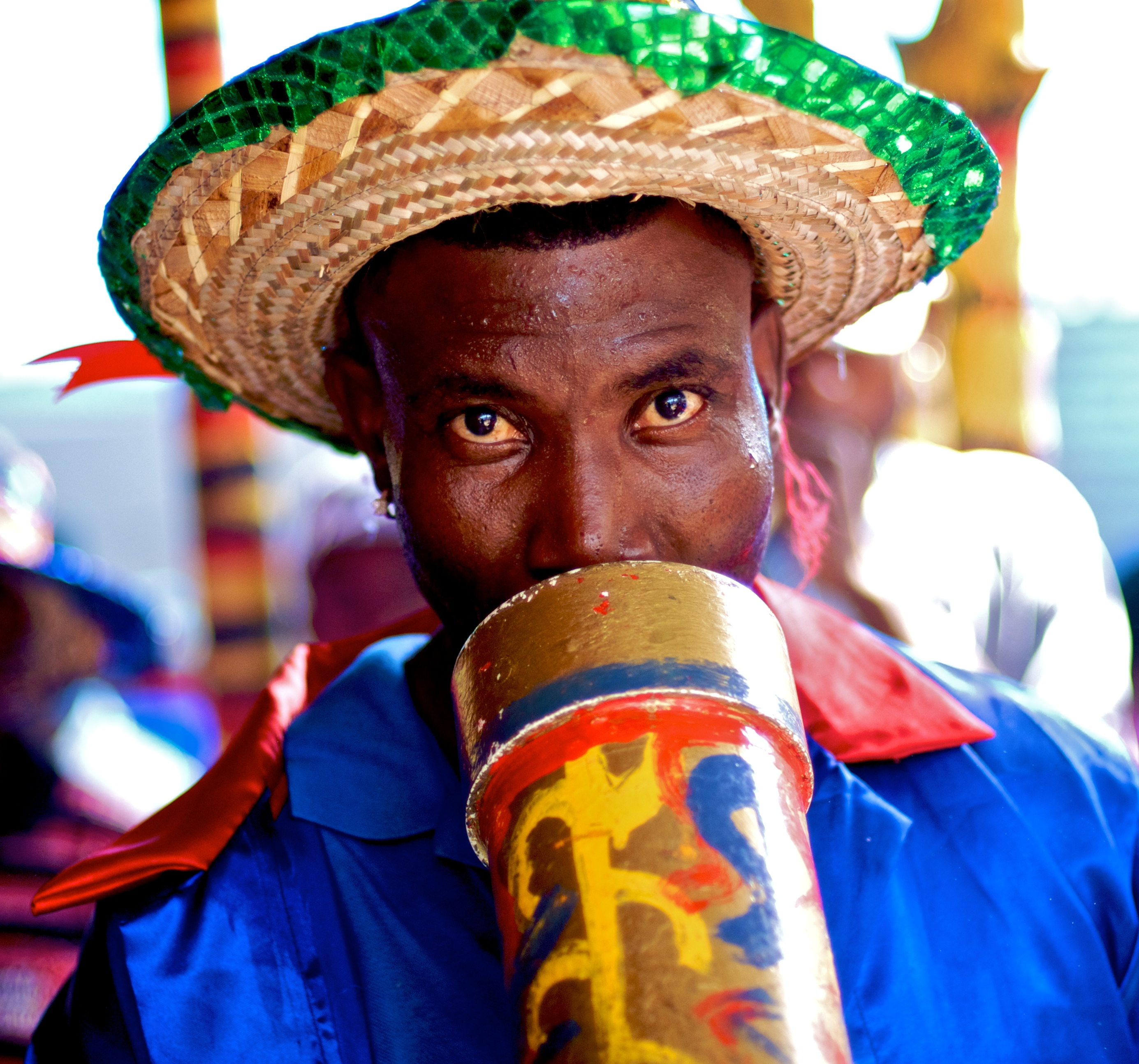
Ein Musiker spielt eine, für die Musikrichtung stilgebende, Bambustrompete (vaksen).

Rara ist die christliche Festsaison im karibischen Staat Haiti, die an Aschermittwoch beginnt und sieben Wochen bis Ostern dauert. Hauptsächlich während der österlichen Karwoche werden bei Straßenumzügen Tänze und eine bestimmte Musik aufgeführt. 
Hauptbestandteil der Musik sind zylindrische Naturtrompeten (vaksin, vaccine). Zudem finden Trommeln, Maracas, Güiras, Güiros, Glocken und die Kalebassenrassel joucoujou Verwendung. Die nur einen Ton produzierenden vaksin sind zylindrische Bambusröhren von über einem Meter Länge und 5–7 Zentimetern Durchmesser. Hinzu kommen Eintontrompeten aus konische Metallröhren (konè), die aus Dosenblech recycelt werden. Mit mehreren vaksin unterschiedlicher Tonhöhen werden wiederholende Rhythmen gespielt, die dazu auch mit einem Stock gestrichen werden, während in sie hinein geblasen wird. Bei aktuelleren Umzügen werden auch konventionelle Trompeten und Saxophone verwendet. Der Musikstil basiert zu großen Teil auf der Kultur der afrikanischen Einwanderer, hat aber euch Elemente der Taíno-Indianer, wie die Verwendung der Güiros und Maracas.
Rara-Lieder werden ausschließlich in Haitianisch aufgeführt und zelebrieren die afrikanischen Wurzeln der Afro-Haitianer. Während der Prozession wird häufig Voodoo praktiziert. Die Musikrichtung fand ihren Weg auch in die Dominikanische Republik, wo sie heutzutage ein wichtiger Teil der Afro-Dominikanischen Musikszene ist und dort umgangssprachlich als gagá bekannt ist. In der Dominikanischen Republik wird die Musik oft von der Afro-Dominikanischen Bevölkerung als eine kulturelle Anerkennung an ihre afrikanischen Vorfahren gespielt, ähnlich wie in Haiti.

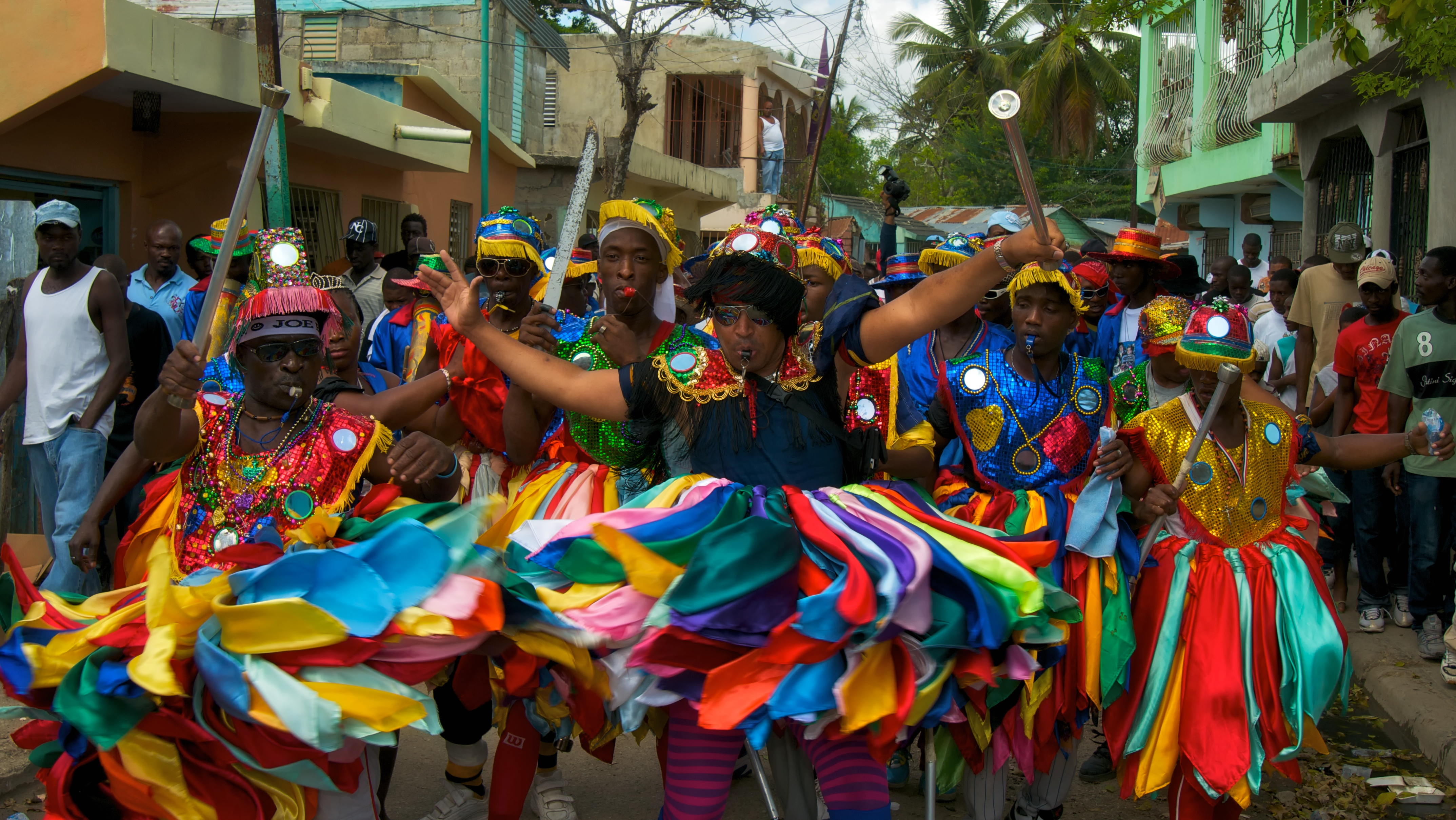
Straßenumzug in der Dominikanischen Republik mit Stabdrehern.

Die Liedtexte von Rara-Liedern handeln in der Regel von sozialen Ungerechtigkeiten, politischer Unterdrückung und Armut. Das führte in der Vergangenheit dazu, das Rara-Gruppen und -Musikern verboten wurde aufzutreten oder ins Exil geschickt wurden, wie der Folksänger Manno Charlemagne, der in den 1990ern nach Port-au-Prince zurückkehrte und zum Bürgermeister der Hauptstadt Haitis gewählt wurde. Rara wird in Haiti zudem des Öfteren für politische Zwecke genutzt, indem Politiker eigene Lieder komponieren lassen, die sie und ihre Kampagne loben.
Rara-Auftritte finden oft während Straßenumzügen statt, die von Stabdrehern begleitet werden. Die wichtigste Zeit hierfür ist zwischen Aschermittwoch und der Karwoche. Diese Rara-Feste entstanden wahrscheinlich während des Kolonialismus und dessen Sklaverei. Es gibt Belege, dass afrikanische und afro-kreolische Sklaven in der französischen Kolonie Saint-Domingue mit Schlagzeugen und anderen Instrumenten am Ostersonntag zur Parade aufzogen. Weiterhin sollten Gruppen von Maroons mit Schlagzeugen, Hörnern und Sängern, ähnlich der Rara-Musik, marschiert sein.
Seit den 1990ern treten sonntags in den Sommermonaten haitianische Amerikaner mit Rara-Stücken im New Yorker Central und Prospect Park auf.